# 1848 en droit
Cet article présente les faits marquants de l'année 1848 en droit.

## Événements

### Février
- 2 février : signature du traité de Guadalupe Hidalgo[1]  qui consacre la victoire américaine lors de la guerre américano-mexicaine[2]. Il sera ratifié le 10 mars par le sénat des États-Unis et le 19 mai par celui du Mexique.

- 24 février : 
  - proclamation de la Deuxième République en France,
  - nomination d'Alexandre Martin (alias l'ouvrier Albert), en tant que Ministre : pour la première fois, un ouvrier entre dans un gouvernement français.

### Avril
- 27 avril, France : décret d'abolition de l'esclavage promulgué par la Deuxième République, sous l'impulsion de Victor Schœlcher.

## Naissances
- 1er février : Adhémar Esmein, juriste français, spécialiste du droit constitutionnel et historien du droit († 20 juillet 1913).
- 5 novembre : Enrico Bensa, jurisconsulte italien, professeur de droit commercial et maritime († 18 mai 1931).